# Guioa malukuensis
Espèce
Statut de conservation UICN

 VU D2 : Vulnérable
Guioa malukuensis est une espèce de plantes de la famille des Sapindaceae.

## Publication originale
- Blumea 33: 418. 1988.